# Tiangong 2
La Tiangong 2 (in cinese 天宫二号, letteralmente: Palazzo Celeste 2) è stato un laboratorio spaziale dell'Agenzia Spaziale Cinese (CNSA), facente parte del Programma Tiangong, il cui lancio è avvenuto il 15 settembre del 2016 e che è andata a sostituire la Tiangong 1, anch'essa un laboratorio spaziale e precipitata nell'Oceano Pacifico il 2 aprile 2018 alle ore 00:16 UTC.
La stazione Tiangong 2 è stata deorbitata il 19 luglio 2019.

## Il programma
Il programma Tiangong, formalmente conosciuto come Progetto 921-2, iniziò nel 1992 per portare la Cina ad avere un programma di voli spaziali con equipaggio tutto suo. Autorizzata ufficialmente nel 1999, rese chiari i propri obiettivi, cioè di avere una stazione spaziale, oltre che poter mandare astronauti cinesi in orbita, per potersi mettere in competizione con l'International Space Station, che ai tempi era composta solo dal modulo russo Zarja e dal modulo americano Unity.
Il programma fu diviso in tre fasi nel 2001, per permettere di realizzare gli obiettivi a tappe:
- La fase 1, che consisteva nel portare il primo uomo di nazionalità cinese in orbita intorno alla Terra
- La fase 2, che consisteva nello spedire in orbita un laboratorio spaziale, abitato per brevi periodi e lasciato senza equipaggio per la maggior parte della sua missione
- La fase 3, che consisteva nello spedire in orbita un laboratorio spaziale più grande, ed abitato costantemente

### Fase 1
La fase 1 del programma fu completata nel 2003 con il lancio della missione Shenzhou 5, portando Yang Liwei ad essere il primo uomo cinese ad entrare in orbita. Per lo svolgimento della fase 2 inizialmente si era pensato di lanciare la missione senza equipaggio Shenzhou 8 ed in seguito lanciare la missione Shenzhou 9 con equipaggio e farla attraccare alla 8, formando una semplice stazione spaziale, come nel caso del tentato aggancio tra la Sojuz 3 con equipaggio e la Sojuz 2 nel 1968.

### Fase 2
Nel 2007 però si decise di creare un laboratorio indipendente dalla navetta Shenzhou, e quindi nacque la Tiangong 1, un laboratorio di circa 8 tonnellate che sarebbe stato lanciato nel 2010, dotato di due porte d'attracco a cui si sarebbero agganciate la Shenzhou 9 e 10, facendole prendere il posto della Shenzhou 8. Nel 2008 i piani per la prima Tiangong cambiarono e fu deciso di dotarla di una sola porta d'attracco, dove si sarebbero alternate la Shenzhou 9 e la 10, ripristinando la Shenzhou 8 come missione con la navetta Shenzhou, e che sarebbe stata la prima missione verso la Tiangong 1, senza equipaggio, solo per testare i meccanismi di aggancio. La Tiangong 1 venne infine lanciata il 29 settembre 2011, e la Shenzhou 8 il 31 ottobre, portando a termine la missione senza problemi. Il 16 giugno del 2012 la Shenzhou 9 fu lanciata alla volta della Tiangong 1, ed arrivò il 18 giugno attraccando e portando le prime tre persone, Jing Haipeng, Liu Wang e Liu Yang, all'interno del laboratorio. Quasi un anno dopo, la missione Shenzhou 10 viene lanciata l'11 giugno 2013 e arriva alla stazione il 13, portando altre tre persone a visitare il laboratorio.
Nel marzo del 2016, l'Agenzia spaziale cinese comunicò di aver perso il contatto radio con la Tiangong 1, preparandosi all'inevitabile caduta sulla Terra della stazione, avvenuta effettivamente due anni dopo, il 2 aprile 2018.
La Tiangong 2 fa parte, come la Tiangong 1, della seconda fase del programma, un laboratorio di circa 8 tonnellate progettato non per essere abitato a lungo, ma per acquisire le tecnologie necessarie alla fase successiva del programma, e anche per svariati obiettivi scientifici.

### Fase 3
La Tiangong 2 dovrebbe assomigliare molto al primo modulo della stazione spaziale cinese che aprirà la fase 3 del programma. Tuttavia il piano originario, che prevedeva di lanciare la Tiangong 3 entro il 2018, è stato cancellato a favore di un approccio diverso, più simile alla Stazione spaziale internazionale (ISS), che comincerà con il lancio del modulo centrale (Tianhe) avvenuto nel 2021, primo componente della stazione spaziale Tiangong.

## Il laboratorio spaziale
La Tiangong 2 è stata lanciata il 15 settembre 2016.
Il 18 ottobre 2016 il laboratorio orbitante è stato raggiunto dai due membri dell'equipaggio della Shenzhou 11, che vi sono rimasti circa 30 giorni, nuovo record di permanenza nello spazio per gli astronauti dell'Agenzia spaziale cinese.
Il 22 aprile 2017 il veicolo cargo Tianzhou 1 (senza personale a bordo) ha agganciato con successo il laboratorio spaziale in orbita, rifornendolo di combustibile. Scopo della missione era anche di mettere a punto la tecnica per i rifornimenti futuri. Il cargo è tornato a rifornire il laboratorio altre due volte (15 giugno e 12 settembre 2017) ed è stato poi messo fuori orbita, distruggendosi sopra il Pacifico il 22 settembre 2017.
Nel giugno 2018 sono state compiute delle variazioni orbitali il cui scopo non è stato comunicato; potrebbe trattarsi dei preparativi per far rientrare il laboratorio sulla Terra con relativa autodistruzione. Il rientro è avvenuto con successo il 19 luglio 2019.

### Carico scientifico
Il laboratorio ha a bordo svariati esperimenti scientifici, alcuni dei quali sono stati prelevati dall'equipaggio della Shenzhou 11 che li hanno riportati a terra. Tra essi:
- Il primo orologio atomico a fontana mai lanciato nello spazio
- Esperimento di comunicazione laser
- Un rilevatore di raggi gamma
- Esperimento sulla convezione termocapillare a ponte liquido
- Esperimenti su materiali spaziali
- Esperimenti sulla crescita delle piante
- Un analizzatore di spettro multi angolo ad ampio spettro
- Spettrometro multi-spettrale
- Altimetro a microonde stereoscopico

### Satellite
Durante la visita dei due astronauti cinesi, Tiangong-2 ha sganciato il 23 ottobre 2016 un minuscolo satellite (circa 40 cm di lato max) denominato Banxing 2, per scattare fotografie di vario genere. Questo satellite era dotato di una limitata propulsione autonoma per restare in orbita un paio di mesi, per poi successivamente allontanarsi gradualmente.